# Pseudhymenochirus merlini
Pseudhymenochirus merlini is een kikker uit de familie tongloze kikkers (Pipidae). De soort werd voor het eerst wetenschappelijk beschreven door Paul Chabanaud in 1920. Later werd de wetenschappelijke naam Hymenochirus merlini gebruikt. Het is de enige soort uit het geslacht Pseudhymenochirus.

## Verspreiding en leefgebied
Het verspreidingsgebied ligt in Afrika: Guinee, Guinee-Bissau en Sierra Leone. Binnen het verspreidingsgebied komt de soort nog algemeen voor. De kikker is net als alle tongloze kikkers sterk aan water gebonden maar verspreidt zich ook op het land. Slibrijke, stilstaande en beschaduwde wateren hebben de voorkeur, maar ook in andere habitats is de kikker aangetroffen. Wateren met veel vissen worden vermeden.

## Bedreigingen
De kikkervisjes zijn, in tegenstelling tot de larven van de meeste kikkersoorten, carnivoor en jagen op prooien. Pseudhymenochirus merlini heeft de pech door de lokale bevolking als lekkernij te worden gezien en dit is wellicht ook de grootste bedreiging; de kikkers worden met rieten manden gevangen. Ook de introductie van uitheemse roofvissen en het verdwijnen van geschikte habitats door de houtkap hebben een negatieve invloed, maar de kikker wordt niet beschouwd als bedreigd.